# The Minds of 99's diskografi
Den danske rockgruppe The Minds of 99s diskografi består af fire studiealbum, tre EP'er og tre livealbum.

## Album

### Studiealbum
| Titel           | Albumdetaljer                                                         | Højeste placering | Certificering |
| Titel           | Albumdetaljer                                                         | Danmark           | Certificering |
| --------------- | --------------------------------------------------------------------- | ----------------- | ------------- |
| The Minds of 99 | - Udgivet: 12. maj 2014 - Selskab: No3 - Format: LP, download         | 10                | - Platin      |
| Liber           | - Udgivet: 16. oktober 2015 - Selskab: No3 - Format: LP, CD, download | 11                | - 2× Platin   |
| Solkongen       | - Udgivet: 23. februar 2018 - Selskab: No3 - Format: LP, download     | 7                 | - 4× Platin   |
| Infinity Action | - Udgivet: 7. januar 2022 - Selskab: No3 - Format: LP, download       | 1                 | - 3× Platin   |

### EP'er
| Titel                                                            | Albumdetaljer                                                     | Højeste placering | Certificering |
| Titel                                                            | Albumdetaljer                                                     | Danmark           | Certificering |
| ---------------------------------------------------------------- | ----------------------------------------------------------------- | ----------------- | ------------- |
| Solkongen del 1                                                  | - Udgivet: 27. oktober 2017 - Selskab: No3 - Format: LP, download | 28                |               |
| Solkongen del 2                                                  | - Udgivet: 9. februar 2018 - Selskab: No3 - Format: LP, download  | 20                |               |
| Infinity Action: Kult & b-sider                                  | - Udgivet: 7. januar 2023 - Selskab: No3 - Format: LP, download   | —                 | - Guld        |
| "—" markerer en udgivelse der ikke opnåede en hitlisteplacering. |                                                                   |                   |               |

### Livealbum
| Titel                             | Albumdetaljer                                                         | Højeste placering | Certificering |
| Titel                             | Albumdetaljer                                                         | Danmark           | Certificering |
| --------------------------------- | --------------------------------------------------------------------- | ----------------- | ------------- |
| Live Roskilde Festival 2018       | - Udgivet: 7. november 2018 - Selskab: No3 - Format: LP, download     | 9                 | - Guld        |
| Solkongen Live: Dodekalitten 2019 | - Udgivet: 4. december 2020 - Selskab: No3 - Format: LP/DVD, download | 23                |               |
| Live i Parken 11. september 2021  | - Udgivet: 20. januar 2023 - Selskab: No3 - Format: LP, download      | 2                 |               |